# Tioclomarol
Tioclomarol é um antagonista da vitamina K, utilizado como anticoagulante.